# Borolia rosescens
Borolia rosescens är en fjärilsart som beskrevs av George Francis Hampson 1910. Borolia rosescens ingår i släktet Borolia och familjen nattflyn. Inga underarter finns listade i Catalogue of Life.